# Seznam divizij po zaporednih številkah (350. - 399.)
Seznam divizij po zaporednih številkah - divizije od 350. do 399.

## 350. divizija
Pehotne
- 350. strelska divizija (ZSSR)
- 350. divizija (Severni Vietnam)

## 351. divizija
Pehotne
- 351. strelska divizija (ZSSR)
- 351. pehotna divizija (Wehrmacht)
- 351. divizija (Severni Vietnam)

## 352. divizija
Pehotne
- 352. pehotna divizija (Wehrmacht)
- 352. ljudska grenadirska divizija (Wehrmacht)
- 352. strelska divizija (ZSSR)

## 353. divizija
Pehotne
- 353. pehotna divizija (Wehrmacht)
- 353. strelska divizija (ZSSR)

Letalske
- 353. divizija (Grčija)

## 355. divizija
Pehotne
- 355. strelska divizija (ZSSR)
- 355. pehotna divizija (Wehrmacht)

## 356. divizija
Pehotne
- 356. strelska divizija (ZSSR)
- 356. pehotna divizija (Wehrmacht)

## 357. divizija
Pehotne
- 357. strelska divizija (ZSSR)
- 357. pehotna divizija (Wehrmacht)

## 358. divizija
Pehotne
- 358. strelska divizija (ZSSR)
- 358. pehotna divizija (Wehrmacht)

## 359. divizija
Pehotne
- 359. strelska divizija (ZSSR)
- 359. pehotna divizija (Wehrmacht)

## 360. divizija
Pehotne
- 360. strelska divizija (ZSSR)
- 360. motorizirana strelska divizija (Uzbekistan)

## 361. divizija
Pehotne
- 361. strelska divizija (ZSSR)
- 361. ljudskogrenadirska divizija (Wehrmacht)

## 362. divizija
Pehotne
- 362. strelska divizija (ZSSR)
- 362. pehotna divizija (Wehrmacht)

## 363. divizija
Pehotne
- 363. strelska divizija (ZSSR)
- 363. ljudskogrenadirska divizija (Wehrmacht)

## 364. divizija
Pehotne
- 364. strelska divizija (ZSSR)
- 364. pehotna divizija (Wehrmacht)

## 365. divizija
Pehotne
- 365. strelska divizija (ZSSR)
- 365. pehotna divizija (Wehrmacht)

## 367. divizija
Pehotne
- 367. strelska divizija (ZSSR)
- 367. pehotna divizija (Wehrmacht)

## 369. divizija
Pehotne
- 369. strelska divizija (ZSSR)
- 369. pehotna divizija (Wehrmacht)

## 370. divizija
Pehotne
- 370. strelska divizija (ZSSR)
- 370. pehotna divizija (Wehrmacht)

## 371. divizija
Pehotne
- 371. strelska divizija (ZSSR)
- 371. pehotna divizija (Wehrmacht)

## 372. divizija
Pehotne
- 372. strelska divizija (ZSSR)
- 372. pehotna divizija (Wehrmacht)

## 373. divizija
Pehotne
- 373. strelska divizija (ZSSR)
- 373. pehotna divizija (Wehrmacht)

## 376. divizija
Pehotne
- 376. strelska divizija (ZSSR)
- 376. pehotna divizija (Wehrmacht)

## 377. divizija
Pehotne
- 377. strelska divizija (ZSSR)
- 377. pehotna divizija (Wehrmacht)

Zračnoobrambe
- 377. divizija zračne obrambe (Severni Vietnam)

## 378. divizija
Pehotne
- 378. strelska divizija (ZSSR)
- 378. pehotna divizija (ZDA)

## 381. divizija
Pehotne
- 381. strelska divizija (ZSSR)
- 381. poljska trenažna divizija (Wehrmacht)

## 382. divizija
Pehotne
- 382. strelska divizija (ZSSR)
- 382. poljska trenažna divizija (Wehrmacht)

## 383. divizija
Pehotne
- 383. strelska divizija (ZSSR)
- 383. pehotna divizija (Wehrmacht)

## 384. divizija
Pehotne
- 384. strelska divizija (ZSSR)
- 384. pehotna divizija (Wehrmacht)

## 385. divizija
Pehotne
- 385. strelska divizija (ZSSR)
- 385. pehotna divizija (Wehrmacht)

## 386. divizija
Pehotne
- 386. strelska divizija (ZSSR)
- 386. pehotna divizija (Wehrmacht)

## 388. divizija
Pehotne
- 388. strelska divizija (ZSSR)
- 388. trenažna divizija (Wehrmacht)

## 390. divizija
Pehotne
- 390. strelska divizija (ZSSR)
- 390. varnostna divizija (Wehrmacht
- 390. strelska divizija (Armenija)

## 391. divizija
Pehotne
- 391. strelska divizija (ZSSR)
- 391. varnostna divizija (Wehrmacht)

## 392. divizija
Pehotne
- 392. strelska divizija (ZSSR)
- 392. pehotna divizija (Wehrmacht)

## 393. divizija
Pehotne
- 393. strelska divizija (ZSSR)
- 393. pehotna divizija (Wehrmacht)

## 395. divizija
Pehotne
- 395. strelska divizija (ZSSR)
- 395. pehotna divizija (Wehrmacht)

## 397. divizija
Pehotne
- 397. strelska divizija (ZSSR)
- 397. pehotna divizija (Wehrmacht)

## 399. divizija
Pehotne
- 399. strelska divizija (ZSSR)
- 399. pehotna divizija (Wehrmacht)